# Liste der Kulturgüter im Kanton Wallis
Die Liste der Kulturgüter im Kanton Wallis bietet eine Übersicht zu Verzeichnissen von Objekten unter Kulturgüterschutz in den 122 Gemeinden des Schweizer Kantons Wallis (fr. Valais). Die Verzeichnisse enthalten Kulturgüter von nationaler, regionaler und lokaler Bedeutung.

## Geordnet nach Gemeinden in alphabetischer Reihenfolge

### A–L
- Agarn *
- Albinen
- Anniviers
- Arbaz *
- Ardon
- Ausserberg
- Ayent
- Baltschieder
- Bellwald
- Bettmeralp
- Binn
- Bister *
- Bitsch *
- Blatten (Lötschen)
- Bourg-Saint-Pierre
- Bovernier *
- Brig-Glis
- Bürchen
- Chalais
- Chamoson
- Champéry
- Chippis
- Collombey-Muraz
- Collonges
- Conthey
- Crans-Montana
- Dorénaz
- Eggerberg *
- Eischoll *
- Eisten *
- Embd *
- Ergisch *
- Ernen
- Evionnaz *
- Evolène
- Ferden
- Fiesch
- Fieschertal *
- Finhaut
- Fully
- Gampel-Bratsch *
- Goms
- Grächen *
- Grengiols
- Grimisuat
- Grône
- Guttet-Feschel *
- Hérémence
- Icogne
- Inden
- Isérables
- Kippel
- Lalden *
- Lax
- Lens
- Leuk
- Leukerbad
- Leytron
- Liddes

* Diese Gemeinde besitzt keine Objekte der Kategorien A oder B, kann aber (zzt. nicht dokumentierte) C-Objekte besitzen.

### M–Z
- Martigny
- Martigny-Combe
- Massongex
- Mont-Noble
- Monthey
- Mörel-Filet
- Naters
- Nendaz
- Niedergesteln
- Noble-Contrée
- Oberems
- Obergoms
- Orsières
- Port-Valais
- Randa
- Raron
- Riddes
- Ried-Brig
- Riederalp
- Saas-Almagell
- Saas-Balen
- Saas-Fee
- Saas-Grund
- Saillon
- Saint-Gingolph
- Saint-Léonard
- Saint-Martin
- Saint-Maurice
- Salgesch
- Salvan
- Savièse
- Saxon
- Sembrancher
- Siders/Sierre
- Simplon
- Sitten/Sion
- St. Niklaus
- Stalden
- Staldenried *
- Steg-Hohtenn *
- Täsch *
- Termen
- Törbel
- Trient
- Troistorrents
- Turtmann-Unterems
- Unterbäch
- Val de Bagnes
- Val-d’Illiez
- Varen *
- Vernayaz
- Vérossaz
- Vétroz
- Vex
- Veysonnaz *
- Vionnaz
- Visp
- Visperterminen
- Vouvry
- Wiler (Lötschen)
- Zeneggen
- Zermatt
- Zwischbergen

* Diese Gemeinde besitzt keine Objekte der Kategorien A oder B, kann aber (zzt. nicht dokumentierte) C-Objekte besitzen.